# اچ‌دی ۱۲۵۶۱۲
اچ‌دی ۱۲۵۶۱۲ یک ستاره است که در صورت فلکی دوشیزه قرار دارد.